# Cimicodes clisthenata
Cimicodes clisthenata är en fjärilsart som beskrevs av Achille Guenée 1858. Cimicodes clisthenata ingår i släktet Cimicodes och familjen mätare. Inga underarter finns listade i Catalogue of Life.